# Гусейн-бек Шамлу
Гусейн-бек Шамлу (1452 — 23 августа 1514) — воспитатель, советник, регент Исмаила I, эмир-аль-умара государства, полководец, возглавил борьбу против вторжения турок и узбеков.

## Биография
Гусейн-бек Шамлу родился в 1452 году в Ардебилье в семье Шамлийского хана Али-бека. Он был родом из туркоманского кочевого племени Шамлу, из клана Бейдилу.
Первым векилем был воспитатель и сподвижник Исмаила Гусейн-бек Шамлу.
Гусейн-бек Шамлу погиб во время Чалдыранской битвы.